# Joe Trevaskis
Joseph „Joe” Trevaskis (ur. 9 września 1881 w Ludgvan, zm. 20 września 1963 w Canonstown) – brytyjski rugbysta, olimpijczyk, zdobywca srebrnego medalu w turnieju rugby union na Letnich Igrzyskach Olimpijskich w 1908 roku w Londynie.
Prowadził farmę w Canonstown.

## Kariera sportowa
W trakcie kariery sportowej związany był z klubem St Ives Rugby Club, w którym grał prawie do wybuchu I wojny światowej. W 1908 roku z zespołem Kornwalii – ówczesnym mistrzem angielskich hrabstw wytypowanym przez Rugby Football Union na przedstawiciela Wielkiej Brytanii – zagrał w turnieju rugby union na Letnich Igrzyskach Olimpijskich 1908. W rozegranym 26 października 1908 roku na White City Stadium spotkaniu Brytyjczycy ulegli Australijczykom 3–32. Jako że był to jedyny mecz rozegrany podczas tych zawodów, oznaczało to zdobycie przez Brytyjczyków srebrnego medalu.